# Ehran Elisha
Ehran Yehuda Elisha (* um 1965) ist ein israelischer Jazz- und Improvisationsmusiker (Schlagzeug, Perkussion, Komposition).

## Leben
Ehran Elishas Vater  Haim Elisha ist klassischer Pianist. Er studierte zunächst am Bennington College, wo er Unterricht bei Bill Dixon und Milford Graves hatte. Anschließend studierte er bei Ed Blackwell, Bill Lowe, Abraham Adzenyah und javanesische Musik bei Sumarsam an der Wesleyan University, wo er 1991 den Master mit der Arbeit Steady Ascension: Toward an Aesthetic in the Performance of Contemporary Improvised and Composed Music ablegte. Seitdem arbeitet er mit eigenen Ensembles in verschiedenen Besetzungen mit David Bindman, Roy Campbell, Sam Bardfeld, Bill Lowe, Wilber Morris, Ken Filiano und Drew Gress. Mit Roy Campbell leitete er ferner um 2005 ein Oktett und arbeitete im Duo, das u. a. auf dem 17. Vision Festival im Roulette auftrat und das Album Watching Cartoons With Eddie (OutNow Recordings, 2011) einspielte, das positive Besprechungen erhielt. Elisha lebt in New York City.

## Diskographische Hinweise
- Shoresh (Kinetic Music, rec. 1994, ed. 1997)
- Ehran Elisha/Roy Campbell/Wilber Morris: Suite Empathy (Cadence Jazz, 1995)
- The Kicker (CIMP, 1998)
- The Lowdown (CIMP, 1999)
- Ehran Elisha/Harold Rubin/Haim Elisha: East of Jaffa (Outnow Recordings, 2011)
- Continue (Cadence Jazz Records, 2014)
- Kindred Spirit: Quintets (Out now, 2016), mit Roy Campbell, Sam Bardfeld, Haim Elisha, Dave Phillips, Michael Attias, Yoni Kretzmer, Rick Parker, Sean Conly
- Haim Elisha, Daniel Carter, Jeremy Harlos & Ehran Elisha: Before or After (EYEtone Records, 2019)